# Aurore-Klasse (1940)
Die Aurore-Klasse (auch als Créole-Klasse bezeichnet) war eine Klasse von mittleren U-Booten der Französischen Marine. In der damaligen französischen Typklassifikation waren es Boote der Klasse 2. Die Boote kamen abgesehen von der von den Deutschen erbeuteten und als Ausbildungsboot genutzten Favorite im Zweiten Weltkrieg nicht mehr zum Einsatz. Fünf Boote wurden nach dem Krieg fertiggestellt und waren bis in die 1960er-Jahre im Dienst der französischen Marine.

## Konstruktive Merkmale
Der Entwurf war eine beträchtlich verbesserte Weiterentwicklung des 630 Tonnen-Typs. Die erheblich größeren Boote konnten bis zu 100 m tief tauchen. Sowohl Fahrstrecke als auch Motorleistung waren wesentlich größer als bei den älteren Konstruktionen.
Der Antrieb bestand aus zwei Dieselmotoren von Sulzer mit eine Leistung von 3.000 PS. Zur Unterwasserfahrt kamen zwei Elektromotoren von Schneider mit zusammen 1.400 PS zum Einsatz. Damit wurde eine Fahrstrecke über Wasser von  maximal 5600 NM bei 10 kn und 2.250 NM bei 15 kn erreicht. Unter Wasser betrug die Reichweite 80 NM bei einer maximalen Fahrt von 5 kn.
Die hervorstechendsten Fortschritte wurden im Bereich der Bewaffnung erreicht. Das Deckgeschütz erhielt mit 100 mm ein größeres Kaliber.
Die Torpedobewaffnung bestand aus neun 550 mm-Rohren. Die Boote besaßen sechs interne Rohre, wovon vier im Bug und zwei im Heck montiert waren. Die drei externen 400 mm-Rohre, die noch die Minerve-Klasse nutzte, wurden durch einen größeren externen 550 mm-Drillingssatz ersetzt, der schwenkbar hinter dem Turm montiert war. Die Boote führten nun nur noch Torpedorohre mit dem Durchmesser 550 mm, was eine wichtige und zukunftsweisende logistische Vereinfachung im Vergleich zu den mit zwei verschiedenen Torpedorohrgrößen bewaffneten, älteren französischen U-Booten war.

## Bau- und Einsatzgeschichte
Baubeginn des Typschiffes war 1935 in Toulon.
Zum Zeitpunkt der Waffenstillstands vom Juni 1940 waren 12 Boote der Klasse im Bau, von denen sich die L’Aurore schon im Erprobungsstadium befand. Die halbfertige La Créole wurde nach Großbritannien geschleppt.
Die drei noch im Dock liegenden Boote Africaine, Favorite und Andromède wurden von der deutschen Kriegsmarine übernommen und am 13. Mai 1941 in UF 1, UF 2 bzw. UF 3 umbenannt. Lediglich La Favorite (UF 2) wurde von den Deutschen fertiggestellt und 1942 in Dienst gestellt. Die Kriegsmarine nutzte das U-Boot zu Ausbildungszwecken bis August 1943 bei der in Kiel (Ostsee) stationierten 5. U-Flottille. Danach ging das Boot zur U-Boot-Abwehrschule in Hatvik bei Bergen (Norwegen). UF 2 wurde am 5. Juli 1944 außer Dienst gestellt und 1945 in Gotenhafen selbstversenkt.
Der Bau der restlichen Einheiten wurde unterbrochen und die halbfertigen Boote großteils durch Sabotage zerstört, um einen Weiterbau durch den Feind zu verhindern. Die Bauaufträge für drei weitere geplante Einheiten wurden gestrichen.
Als am 11. November 1942 deutsche Truppen in das bis dahin unbesetzte Südfrankreich einmarschierten (Unternehmen Anton), wurde die L’Aurore in Toulon selbstversenkt, um einen Zugriff durch die Achsenmächte zu verhindern (siehe Selbstversenkung der Vichy-Flotte).
Nach Kriegsende wurde La Créole von Großbritannien an Frankreich zurückgegeben. Auch die beiden verbliebenen deutschen Beute-U-Boote L’Africaine (UF 1) und L’Andromède (UF 3) wurden von Frankreich wieder übernommen. Dazu kamen die zwei seit weit mehr als fünf Jahren im Dock liegenden halbfertigen Konstruktionen L’Artémis und L’Astrée.
Die fünf U-Boote wurden zwischen 1945 und 1949 nach einer Modernisierung des Originalentwurfs zu Ende gebaut und in Dienst gestellt. Die U-Boote werden nach der ersten nach dem Zweiten Weltkrieg in Dienst gestellten Einheit auch als La Créole-Klasse bezeichnet.
Die Französische Marine setzte die fünf U-Boote bis zu Beginn der 1960er Jahre ein. Das letzte U-Boot der L’Aurore-Klasse wurde 1967 zur Verschrottung verkauft.

## Boote der Klasse
| Name         | Bauwerft                                    | Einsatzzeit | Bemerkung |
| ------------ | ------------------------------------------- | ----------- | --- |
| L’Aurore     | Arsenal de Toulon                           | 1935–1940   | 1940 im Teststadium, am 27. November 1942 in Toulon selbstversenkt |
| La Créole    | Chantier Augustin Normand, Le Havre         | ab 1937     | 1940 halbfertig nach Großbritannien geschleppt, nach Kriegsende in Frankreich fertiggestellt und in Dienst gestellt, 1961 zur Verschrottung verkauft                                                                             |
| La Bayadère  | Chantier Augustin Normand, Le Havre         | ab 1937     | 1940 abgebrochen, nicht fertiggestellt |
| L’Artémis    | Chantier Augustin Normand, Le Havre         | ab 1937     | Bau 1940 unterbrochen, Weiterbau und Indienststellung nach 1945, bis in die 1960er im französischen Dienst, 1967 abgebrochen |
| Favorite     | Chantier Worms, Le Trait                    | ab 1937     | 1940 in der Werft liegend von der Kriegsmarine übernommen und in UF 2 umbenannt, von der Kriegsmarine in Dienst gestellt und als Ausbildungsboot genutzt, im Juli 1944 gesunken                                                  |
| Africaine    | Chantier Worms, Le Trait                    | ab 1937     | in der Werft liegend von Deutschland übernommen und später in UF 1 umbenannt, aber nicht in Dienst gestellt. Nach dem Krieg fertiggestellt und bis 1961 im Dienst der französischen Marine, 1963 abgebrochen                     |
| L’Andromaque | Chantier Worms, Le Trait                    | ab 1937     | 1940 abgebrochen, nicht fertiggestellt |
| L’Armide     | Chantier Worms, Le Trait                    | ab 1937     | 1940 abgebrochen, nicht fertiggestellt |
| L’Astrée     | Dubigeon-Werft, Nantes                      | ab 1938     | 1940 abgebrochen, nicht fertiggestellt |
| L’Andromède  | Dubigeon-Werft, Nantes                      | ab 1938     | in der Werft liegend von Deutschland übernommen und in UF 3 umbenannt, aber nicht in Dienst gestellt. Nach 1945 zu Ende gebaut und bis zu Beginn der 1960er im Dienst der französischen Marine, 1965 zur Verschrottung verkauft. |
| L’Antigone   | Chantier Schneider et Cie, Chalon-sur-Saône | ab 1938     | 1940 abgebrochen, nicht fertiggestellt |
| L’Hermione   | Chantier Augustin Normand, Le Havre         |             | nur geplant, Bauauftrag zurückgezogen, nicht auf Stapel gelegt |
| La Gorgone   | Chantier Augustin Normand, Le Havre         |             | nur geplant, Bauauftrag zurückgezogen, nicht auf Stapel gelegt |
| La Clorinde  | Dubigeon-Werft, Nantes                      |             | |
| La Cornélie  | Dubigeon-Werft, Nantes                      |             | Auftrag widerrufen |